# Eparquia de Adilabad
A Eparquia de Adilabad (Latim:Eparchia Adilabadensis) é uma eparquia pertencente a Igreja Católica Siro-Malabar com rito Siro-Malabar. Está localizada no município de Adilabad, no estado de Andra Pradexe, pertencente a Arquidiocese de Hyderabad na Índia. Foi fundada em 23 de junho de 1999 pelo Papa João Paulo II. Com uma população católica de 17.416 habitantes, sendo 0,6% da população total, possui 50 paróquias com dados de 2020.

## História
Em 23 de junho de 1999 o Papa João Paulo II cria através do território da Eparquia de Chanda a Eparquia de Adilabad. Desde sua fundação em 1999 pertence a Igreja Católica Siro-Malabar, com rito Siro-Malabar.

## Lista de eparcas
A seguir uma lista de eparcas desde a criação da eparquia em 1999.
|                     | Nome                     | Período             | Notas                         |
| Eparcas de Adilabad | Eparcas de Adilabad      | Eparcas de Adilabad | Eparcas de Adilabad           |
| ------------------- | ------------------------ | ------------------- | ----------------------------- |
| 2º                  | Antony Prince Panengaden | 2015 - 2024         | nomeado eparca de Shamshabad  |
| 1º                  | Joseph Kunnath, C.M.I.   | 1999 - 2015         | Eparca emérito dessa eparquia |